# Роберт Ші
Роберт Джозеф Ші (англ. Robert Joseph Shea; нар. 14 лютого 1933 — пом. 10 березня 1994) — американський письменник, співавтор Роберта Антона Вілсона у створенні трилогії «Іллюмінатус!».

## Біографія
Роберт Ші познайомився з Робертом Вілсоном в кінці 1960-х, коли вони обидва працювали в редакції журналу «Playboy». Незабаром вони вирішили спільно написати роман в якому б комбінувалися секс, наркотики, альтернативні релігії, анархізм і теорія змови. Цим романом і став «Іллюмінатус!». Попри те, що вони дружили все життя, у них були філософські та політичні розбіжності, які збагатили книгу і допомогли створити діалогічний роман, в якому не віддається перевага будь-якій стороні.
Роберт Джозеф Ші вчився в школі на Манхеттені, коледжі Манхеттена та Державному Університеті Нью Джерсі і працював редактором журналу в Нью-Йорку і Лос-Анджелесі. У 60-х він був редактором журналу Playboy, де познайомився з Робертом Антоном Вілсоном, у співавторстві з яким написав трилогію «Іллюмінатус!». Після публікації «Іллюмінатус!», Роберт покинув роботу в Playboy для того, щоб повністю присвятити себе письменницькій кар'єрі.
Роберт Ші помер від раку товстої кишки 10 березня 1994 року у віці 61 року.
Кілька років Ші був редактором анархістського журналу «No Governor». Його назва пішла від цитати,і приписується Чжуан-цзи : «Ніде немає правителя» («There is no governor anywhere.»). Журнал згадується і читається одним з персонажів «Іллюмінатус!».